# Zeljarski korenovec
Zeljarski korenovec (znanstveno ime Gymnopus brassicolens) je gliva iz rodu korenovcev (Gymnopus). Vrstno ime je sestavljeno iz latinskih besed brassica za zelje in olens kot dišeče in se nanaša na njen vonj po kislem zelju.

## Značilnosti
Klobuk je širok od 1 do 3 cm. Sprva je izbočen, nato se razpre in na koncu se rob zaviha navzgor, da se lističi izpostavijo zraku. V mokrem vremenu je rdečkasto rjav, v suhem pa rumeno rjav. Rob je valovit in svetlejši, v mokrem vremenu je rahlo črtkast.
Lističi so gosti in sprijeti, sivo rjave barve s svetlo rdečkastim odtenkom. Ostrinka je nazobčana in valovita.
Bet je visok od 0,5 do 2 cm in debel približno 2 mm. Je tanek, zvit, nitast in precej žilav. V mladosti je v zgornji tretjini rdečkasto rjave, spodaj pa črno rjav, kasneje je po vsej dolžini črno rjav z belkastimi luskami.
Meso je tanko, z želatinasto plastjo v klobuku, ki je opazna kot pas. Ima neprijeten vonj po kislem zelju in neprijeten okus.

## Razširjenost in življenjski prostor
Raste poleti in jeseni v iglastih gozdiv kot saprofit na večjih ostankih lesa in na plasti odpadlih iglic.

## Mikroskopske značilnosti
Trosni odtis je bele barve. Trosi so elipsasti in merijo 5,2–6 x 4,2–4,7 μm.

## Podobne vrste
- smrdeči korenovec (Gymnopus foetidus) ima opazno rebrast rob klobuka, redkejše lističe in neprijeten vonj po plesnobi.

## Uporabnost
Neužiten.